# Osobowość asteniczna
Osobowość asteniczna jest pojęciem zbliżonym do pojęcia osobowości unikającej. Cechuje się jednak bardziej o jednostki skłonne do wątpliwości i wahań, którym trudno przychodzi podjęcie jakiejkolwiek decyzji. Niewielka jest dynamika życiowa (aktywność ukierunkowana na zewnątrz). Łączy się to z niepewnością i nieśmiałością w kontaktach społecznych, przy jednoczesnym pragnieniu bliskości. Osoby takie skłonne są do introspekcji, mają bogate zainteresowania intelektualne i estetyczne, są wrażliwe i empatyczne; samoocena jest na ogół zaniżona, chociaż odnoszą duże sukcesy w dziedzinach niewymagających przedsiębiorczości i walki konkurencyjnej.
Przy diagnozowaniu osobowości astenicznej należy zwrócić szczególną uwagę na wykluczenie łagodniejszych form całościowych zaburzeń rozwoju, np. spektrum autyzmu.